# Liste der Naturdenkmale in Hainewalde
Die Liste der Naturdenkmale in Hainewalde umfasst Naturdenkmale der sächsischen Gemeinde Hainewalde.
Link zu einem Kartenansichtstool, um Koordinaten zu setzen.
| Bild | Bezeichnung                    | Lage                               | Beschreibung | Datum | Nummer |
| ---- | ------------------------------ | ---------------------------------- | --- | ----- | ------ |
| BW   | Waldfläche im Roschertal       | (50° 55′ 23,7″ N, 14° 43′ 13,2″ O) | Flächennaturdenkmal (3,2 Hektar) Beschluss des Rates des Kreises Zittau 177/81 vom 22. Dezember 1981                                                                  |       | GR 260 |
| BW   | Waldstreifen im Roschertal     | (50° 55′ 19,9″ N, 14° 43′ 11,4″ O) | Flächennaturdenkmal (< 0,1 Hektar) Beschluss des Rates des Kreises Zittau 16-3/72 vom 10. August 1972                                                                 |       | GR 363 |
| BW   | Rosskastanie am Butterberg 51  | (50° 55′ 30,9″ N, 14° 43′ 3,5″ O)  | Naturdenkmal Verordnung des Landkreises Löbau-Zittau zur Festsetzung von Naturdenkmalen im Landkreis Löbau-Zittau (26. Mai 1999)                                      |       | GR 541 |
| BW   | Neuwiese                       | (50° 55′ 27,3″ N, 14° 40′ 59,7″ O) | Flächennaturdenkmal (0,2 Hektar) Beschluss des Rates des Kreises Zittau 177/81 vom 22. Dezember 1981                                                                  |       | GR 258 |
| BW   | Phonolithsteinbruch am Hutberg | (50° 54′ 31,3″ N, 14° 42′ 47,3″ O) | Flächennaturdenkmal (0,5 Hektar) Verordnung des Landkreises Löbau-Zittau zur Festsetzung von geologischen Naturdenkmalen im Landkreis Löbau-Zittau (27. Februar 2002) |       | GR 259 |
| BW   | Wiese am Breiteberg-Südhang    | (50° 53′ 24,6″ N, 14° 42′ 0,9″ O)  | Flächennaturdenkmal (0,4 Hektar) Beschluss des Rates des Kreises Zittau 2/57 vom 9. Januar 1957                                                                       |       | GR 82  |
| BW   | Winter-Linde im Augusttal 7    | (50° 54′ 42,7″ N, 14° 41′ 47,5″ O) | Naturdenkmal Verordnung des Landkreises Löbau-Zittau zur Festsetzung von Naturdenkmalen im Landkreis Löbau-Zittau (26. Mai 1999)                                      |       | GR 800 |